# Laurène Roisin
Pour les articles homonymes, voir Roisin (homonymie).
Laurène Roisin est une céiste française née le 23 avril 2001.

## Carrière
Laurène Roisin remporte la médaille d'argent en C1 par équipes avec Marjorie Delassus et Lucie Baudu aux Championnats d'Europe de slalom 2022.